# Sport Klub Windhoek
L'Sport Klub Windhoek, també anomenat SK Windhoek, SKW, i Cymot SKW per patrocini, és un club de futbol namibià de la ciutat de Windhoek. El club ha estat tradicionalment el club dels namibians alemanys.

## Palmarès
- Lliga namibiana de futbol:[2]
  - 1966